# Guy Hary
Guy Hary (Luxemburg-Stad, 1957) is een Luxemburgs onderwijzer, politicus en schilder.

## Leven en werk
Guy Hary werd opgeleid aan de afdeling beeldende kunst van het Lycée technique des Arts et Métiers (1972-1976), als leerling van Henri Kraus, Roger Bertemes en Jean Goedert, en studeerde schilderkunst aan de Koninklijke Academie voor Schone Kunsten van Brussel (1976-1979). Nog tijdens zijn studie had hij in 1977 zijn eerste solo-expositie in Remich. Hij rondde zijn studie af met prijzen van de stad Brussel en de Belgische overheid.
Hary heeft zich als schilder gespecialiseerd in de airbrushtechniek. Hij sloot zich in 1980 aan bij de kunstenaarsvereniging Cercle Artistique de Luxembourg (CAL). Naast zijn werk als kunstenar geeft Hary les aan de Lycée Ermesinde in Mersch. Als lid van Déi Gréng (De Groenen) werd hij in 2011 wethouder van de gemeente Bous.

## Onderscheidingen
- 1978 Medaille d'Excellence de la Ville de Bruxelles
- 1978 Medaille Pro Arte van de Belgische regering
- 1979 Aanmoedigingsprijs (Prix d'encouragement) op de Biennale des Jeunes in Esch-sur-Alzette
- 1983 Prix d'encouragement aux Jeunes Artistes, CAL

- Gemeinsame Normdatei: 130523038
- International Standard Name Identifier: 0000 0000 2120 8418
- Musée national d'archéologie, d'histoire et d'art: lkl000118
- Virtual International Authority File: 40485556
- WorldCat: E39PBJmP9KTQwJ34qkT3T3hvHC